# Sturnidoecus sturni
Sturnidoecus sturni är en insektsart som först beskrevs av Franz Paula von Schrank 1776.  Sturnidoecus sturni ingår i släktet starborstlöss, och familjen fjäderlöss. Arten är reproducerande i Sverige. Inga underarter finns listade i Catalogue of Life.